# De Karakoliërs
De Karakoliërs is een satirisch boek uit 1968 van de Vlaamse schrijver Ward Ruyslinck.

## Beknopte annotatie
Het boek verhaalt over een staatsiebezoek van de fictieve president Goem van het fictie eilandstaatje "Sukadië" in de Stille Oceaan aan het koninkrijk Karakolië (België). Het boek illustreert de confrontatie tussen een "primitief" en "beschaafd" land in de zin van de westerse actieve welvaart- en consumptiemaatschappij.  